# Fay McKenzie
Eunice Fay McKenzie (* 19. Februar 1918 in Hollywood, Los Angeles, Kalifornien; † 16. April 2019 in Highland Park, Los Angeles, Kalifornien) war eine US-amerikanische Schauspielerin, die vor allem durch Filmrollen in Western der 1930er und 1940er Jahre bekannt wurde. Unter anderem spielte sie 1941 und 1942 in insgesamt fünf Produktionen die weibliche Hauptrolle als Filmpartnerin von Gene Autry. Ihr Schaffen als Schauspielerin umfasst knapp 60 Film- und Fernsehproduktionen. McKenzie war eine der letzten noch lebenden Darsteller aus Hollywoods Stummfilmära.

## Leben
Fay McKenzie wurde 1918 in Hollywood geboren. Bereits ihre Eltern Eva (1889–1967) und Robert McKenzie (1880–1949) waren als Schauspieler tätig. Ihr Vater hatte außerdem eine eigene Produktionsfirma und war so auch als Filmproduzent und Direktor tätig. Im Alter von nur zehn Wochen hatte Fay bereits ihren ersten Filmauftritt als Kind von Gloria Swanson im Stummfilm Station Content. Zwischen 1921 und 1924 folgten vier weitere Auftritte in Stummfilmen. Ihre beiden Schwestern Ida Mae (1911–1986) und Ella McKenzie (1911–1987) wurden ebenfalls Schauspieler.
Nach einer durch die Schule bedingten Pause von zehn Jahren spielte Fay ab 1934 wieder in Filmen mit. Im selben Jahr wirkte sie auch in ihrem ersten Western mit, von denen im Laufe ihrer Karriere noch zahlreiche folgen sollten. Am bekanntesten wurden ihre Auftritte als Filmpartnerin in fünf Produktionen an der Seite von Gene Autry. Neben mehreren weiteren Hauptrollen in diesen Filmen wirkte sie auch in anderen Genres in kleinen Nebenrollen mit, wie zum Beispiel in Aufstand in Sidi Hakim oder in Drunter und drüber. Ihre bekannteste Rolle abseits von Western spielte McKenzie 1937 als Linda Clayton in Assassin of Youth. Seit dem Tod von Arthur Gardner im Dezember 2014 war sie die letzte noch lebende Darstellerin aus diesem Film. Im Jahr darauf war McKenzie in einer Nebenrolle im starbesetzten Kurzfilm Swingtime in the Movies zu sehen.
Während des Zweiten Weltkriegs war McKenzie vorwiegend am Theater tätig, spielte vereinzelt aber auch noch in Filmen mit. 1946 heiratete sie den Schauspieler Steve Cochran, von dem sie sich 1948 scheiden ließ. Noch im selben Jahr heiratete sie den Drehbuchautor Tom Waldman, mit dem sie zwei Kinder hatte: Den Schauspieler Tom Waldman junior und die Autorin Madora McKenzie. Die Ehe hielt bis zu Waldmans Tod im Jahre 1985.
McKenzie beendete nach Kriegsende ihre Filmkarriere, um ihre zwei Kinder großzuziehen. Seit den späten 1950er Jahren spielte sie vereinzelt als Gast in Fernsehserien mit und trat auch wieder in Nebenrollen in Filmen auf, so unter anderem 1961 als vor einem Spiegel Selbstgespräche führender Partygast in Frühstück bei Tiffany sowie in einer Folge von Bonanza. 1968 verkörperte McKenzie die Rolle der Party-Gastgeberin Alice Clutterbuck in Blake Edwards Komödie Der Partyschreck. Ihr Ehemann Tom Waldman hatte zuvor mehrfach mit Edwards zusammengearbeitet. Ihre letzte Filmrolle spielte sie 1981 in S.O.B. – Hollywoods letzter Heuler.
Im Sommer 2018 hatte McKenzie 100 Jahre nach ihrem Filmdebüt einen Cameoauftritt in der Komödie Kill a Better Mousetrap an der Seite ihres Sohnes Tom Waldman junior. Ein Veröffentlichungstermin des Films ist noch nicht bekannt. Fay McKenzie starb im April 2019 im Alter von 101 Jahren in Highland Park, einem Vorort von Los Angeles.

## Filmografie (Auswahl)
- 1918: Station Content
- 1921: A Knight of the West
- 1922: When Love Comes
- 1924: The Judgment of the Storm
- 1924: The Dramatic Life of Abraham Lincoln
- 1934: Student Tour
- 1935: Thunderbolt
- 1936: Lucky Terror
- 1937: Assassin of Youth
- 1937: Tex Rides with the Boy Scouts
- 1938: Swingtime in the Movies
- 1938: Freshman Year
- 1938: Slander House
- 1939: Aufstand in Sidi Hakim (Gunga Din)
- 1939: Rache für Alamo (Man of Conquest)
- 1939: Drunter und drüber (It’s a Wonderful World)
- 1939: Unexpected Father
- 1939: Disputed Passage
- 1939: Laugh It Off
- 1939: Death Rides the Range
- 1939: All Women Have Secrets
- 1939: The Big Guy
- 1940: Ma! He’s Making Eyes at Me
- 1940: It’s a Date
- 1940: Mad Youth
- 1940: Love, Honor, and Oh Baby!
- 1940: Die Bande der Fünf (When the Daltons Rode)
- 1941: Dr. Kildare: Der Hochzeitstag (Dr. Kildare’s Wedding Day)
- 1941: Down Mexico Way
- 1941: Sierra Sue
- 1942: Cowboy Serenade
- 1942: Heart of the Rio Grande
- 1942: Home in Wyomin'
- 1942: Remember Pearl Harbor
- 1946: Murder in the Music Hall
- 1946: Tag und Nacht denk’ ich an Dich (Night and Day)
- 1959: The Millionaire (Fernsehserie, eine Folge)
- 1959: -30-
- 1960: Mr. Lucky (Fernsehserie, eine Folge)
- 1961: Frühstück bei Tiffany (Breakfast at Tiffany’s)
- 1961: Bonanza (Fernsehserie, eine Folge)
- 1962: Der letzte Zug (Experiment in Terror)
- 1968: Der Partyschreck (The Party)
- 1981: S.O.B. – Hollywoods letzter Heuler (S.O.B.)